# Kopfputz
Kopfputz és un autorretrat realitzat per el pintor austríac d'art abstracte Arnulf Rainer, amb la tècnica d'oli sobre gelatina de plata sobre paper pegat sobre fusta amb unes mesures de 122,3 x 87 cm.
Kopfputz pertany a l'última sèrie d'obres que hem dit abans, les anomenades Face Farces. Es va realitzar entre 1970 i 1974. És un autoretrat que queda quasi cobert per la capa de pintura negra que posa sobre la imatge, de manera que sols es pot observar la boca i una part de l'ull, ja que tot el rostre queda tapat per la espessa capa de pintura negra. Té la intenció de transmetre una experiència molesta, ja que la boca i les poques parts del rostre que es mostren estàn com deformades, produint aquesta sensació.